# Orthotrichia agtuuganonica
Orthotrichia agtuuganonica är en nattsländeart som beskrevs av Wolfram Mey 1998. Orthotrichia agtuuganonica ingår i släktet Orthotrichia och familjen smånattsländor. Inga underarter finns listade i Catalogue of Life.